# ペーパーカット
ペーパーカット（Papercut）はアメリカ合衆国のロックバンド、リンキン・パークが2000年に発表したデビューアルバム「ハイブリッド・セオリー」の一曲目に収録された曲。同アルバムからのサードシングルである。

## 概要
ジョー・ハーンの印象的なサンプリング、歪んだエレキギターのイントロからマイク・シノダのラップに移る。パラノイア（妄想症）について中心に歌われている。チェスター・ベニントンとのツインボーカルで、二度のサビが繰り返された後、二人のボーカルが重なり合うのが特徴である。ベースはフェニックスの代役としてイアン・ホーンベックが弾いている。
チェスターやマイク、ブラッド・デルソンは、この曲が自分たちの曲の中でお気に入りだと述べている。ライブでも長く演奏され続け、オープニングを飾ることが多いが、しばしばアンコールにも演奏される。ライブでは二人のパートがはっきりと分かれており、歌詞も若干変更されている。

## ミュージックビデオ
ジョー・ハーンとNathan "Karma" Coxが監督。メンバーが暗い部屋で様々な異変に気付くという、奇妙なビデオになっている。

## チャート
全英シングルチャート14位（2001年）、USモダンロックトラックチャート32位（2002年）